# 伊斯帕尼亞 (安蒂奧基亞省)

伊斯帕尼亞是哥倫比亞的城鎮，位於該國北部，由安蒂奧基亞省負責管轄，距離首府麥德林98公里，始建於1925年，面積58平方公里，海拔高度942米，2005年人口4,801。
5°48′11″N 75°54′43″W / 5.803°N 75.912°W